# لوکینو سلو
لوکینو سلو (به صربی: Lukino Selo) یک منطقهٔ مسکونی در صربستان است که در Zrenjanin City واقع شده‌است. لوکینو سلو ۵۱٫۹۶ کیلومتر مربع مساحت و ۴۹۸ نفر جمعیت دارد و ۷۰ متر بالاتر از سطح دریا واقع شده‌است.